# Касильяш
Касильяш (порт. Cacilhas) — район (фрегезия) в Португалии, входит в округ Сетубал. Является составной частью муниципалитета Алмада. Находится в составе крупной городской агломерации Большой Лиссабон. По старому административному делению входил в провинцию Эштремадура. Входит в экономико-статистический субрегион Полуостров Сетубал, который входит в Лиссабонский регион. Население составляет 6970 человек на 2001 год. Занимает площадь 0,97 км².
Покровителем района считается Дева Мария (порт. Nossa Senhora do Bom Sucesso).

## Достопримечательности
Фрегат Dom Fernando II e Glória — корабль-музей, пришвартованный в сухом доке и открытый для посещения; португальский военный деревянный парусник XIX века.

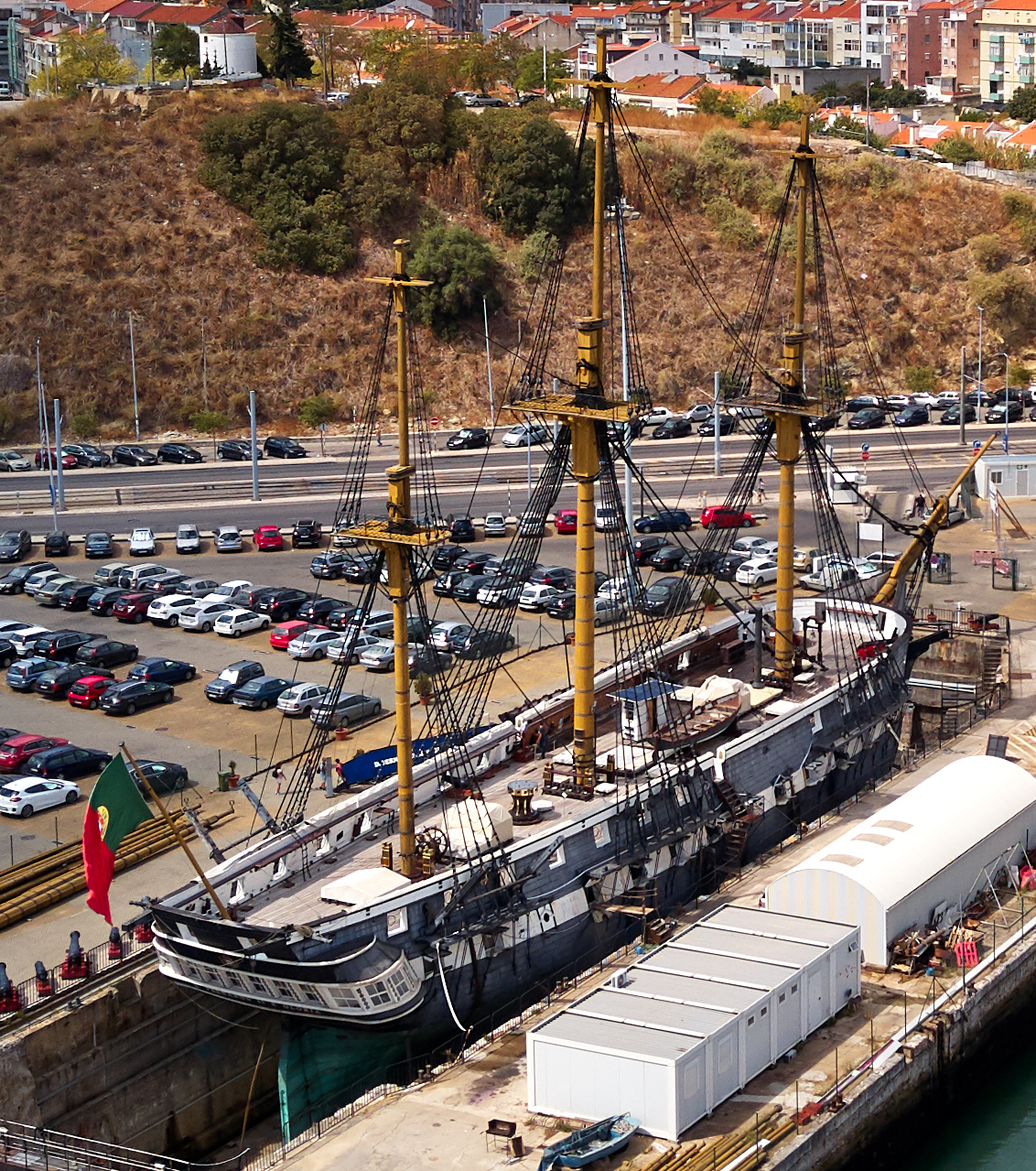
В сухом доке в Касильяше (2017)